# Pseudaristobia octofasciculata
Pseudaristobia octofasciculata är en skalbaggsart som först beskrevs av Aurivillius 1927.  Pseudaristobia octofasciculata ingår i släktet Pseudaristobia och familjen långhorningar.
Artens utbredningsområde är Sri Lanka. Inga underarter finns listade i Catalogue of Life.